# Ricardo Vega Robles
Ricardo Vega Robles (Ovalle, 1 de enero de 1932) es un reconocido profesional de la ingeniería de minas en Chile, experto en perforación y tronadura, con más de 50 años de experiencia. Conocido por sus trabajos y asesorías nacionales e internacionales, como la efectuada al Ministro de Minería de Chile Laurence Golborne para el rescate de los 33 mineros atrapados en la mina San José de Copiapó el 2010.

## Reseña biográfica

### Nacimiento e infancia
Nace al interior de la ciudad de Ovalle, en "campo lindo", comunidad rural muy cercana a la comuna de Punitaqui en la Provincia de Limarí, IV Región de Coquimbo

### Educación
La enseñanza escolar primaria la desarrolla en la escuela de la hacienda "Las Peñas". Una vez concluida, y con cerca de 10 años, se traslada a la capital de la Provincia de Limarí, Ovalle, para seguir con sus estudios básicos, completando el sexto de humanidades en la escuela industrial de Ovalle.
A los 18 años entra a la Universidad Técnica del Estado - creada bajo el gobierno del Presidente Gabriel González Videla - (actual Universidad de La Serena) para estudiar Ingeniería de minas Debido a su desempeño académico y a su innata condición de deportista, formando parte del equipo de fútbol de la escuela de minas, el rector Octavio Lazo Valenzuela, le otorga una beca para poder continuar con sus estudios.
Mientras cursa sus estudios universitarios, conoce a Manuel Zapata Chacón y Luis Núñez Olivares, quienes fundarían el Circo Minero el 26 de agosto de 1951, transformándose, hasta la actualidad, como el único circo de estudiantes de su género en el mundo.

## Vida profesional
· Ingeniero de mina en El Romeral perteneciente al grupo minero siderúrgico de Chile, CAP Minería
· Ingeniero jefe a cargo de la apertura en La Minera Escondida Ltda.
· Ingeniero jefe asesor en Caraiba Metais SA, Brasil
· Ingeniero jefe asesor en Organización Odebrecht, Brasil
· Ingeniero jefe en yacimiento Los Colorados
· Ingeniero jefe en división Andina de Codelco, Región de Valparaíso
· Ingeniero jefe a cargo de la apertura de Radomiro Tomic (mina) de Codelco, en Calama
· Ingeniero jefe a cargo de emparejar la cima del Cerro Pachón para la instalación del telescopio  "Gemini Sur" del Observatorio Gemini
· Ingeniero de mina en Compañía Minera Dayton
· Ingeniero jefe en IMOPAC Región de Coquimbo
· Ingeniero supervisor en perforación y tronadura en CAP (empresa)

## Premios y reconocimientos
- Graduado en Ingeniería de Minas por la Escuela de Minas de La Serena (1953)
- Graduado en Método de la ruta crítica por la Universidad Técnica del Estado
- Graduado en perforación rotatoria por Hughes Tool Company (21, abril, 1977)
- Licenciado en programador calculista de explosivos por la Dirección General de Movilización Nacional de Chile del Ministerio de Defensa de Chile